# Santa Margarida da Coutada
Santa Margarida da Coutada ist eine Gemeinde (Freguesia) im portugiesischen Kreis Constância mit 1601 Einwohnern (Stand 19. April 2021).